# Beaulieu-sous-Parthenay
Beaulieu-sous-Parthenay is een gemeente in het Franse departement Deux-Sèvres (regio Nouvelle-Aquitaine) en telt 623 inwoners (1999). De plaats maakt deel uit van het arrondissement Parthenay.

## Geografie
De oppervlakte van Beaulieu-sous-Parthenay bedraagt 26,9 km², de bevolkingsdichtheid is 23,2 inwoners per km².
De onderstaande kaart toont de ligging van Beaulieu-sous-Parthenay met de belangrijkste infrastructuur en aangrenzende gemeenten.

## Demografie
Onderstaande figuur toont het verloop van het inwonertal (bron: INSEE-tellingen).

## Externe link

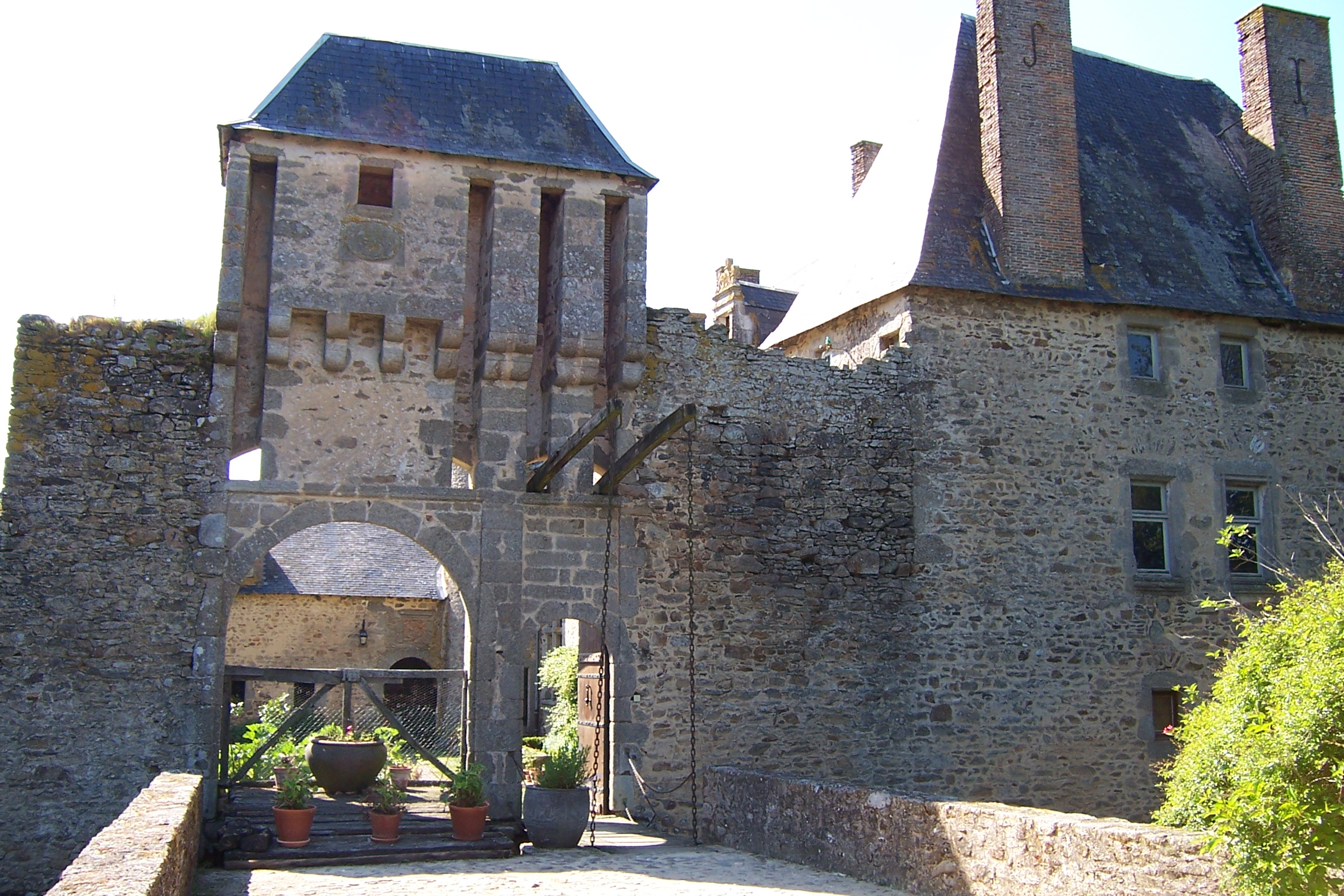
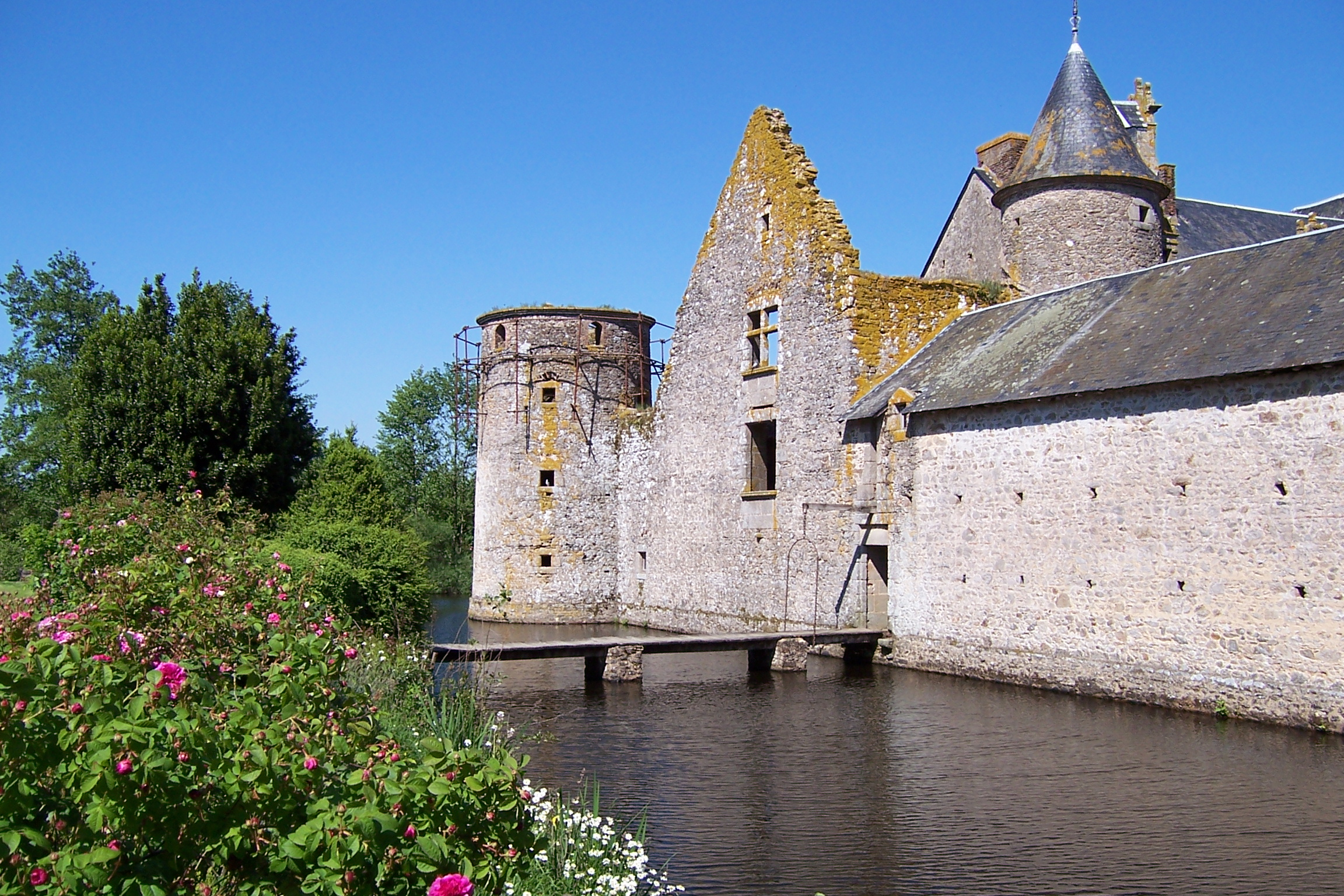